# Società Aeroporto Toscano Galileo Galilei
Sat - Società Aeroporto Toscano Galileo Galilei S.p.A. è stata la società che ha gestito l'Aeroporto di Pisa dal 1º luglio 1980 al 31 maggio 2015; dal 1º giugno 2015 è subentrata Toscana Aeroporti.

## Storia
La società è stata costituita nel 1978 e ha iniziato a gestire l'Aeroporto di Pisa dal 1º luglio 1980.
Nel 1994 avviene una prima riorganizzazione della società e l'anno successivo entrano nella società dei soci privati: la SIP (Società Industriale Partecipazioni SpA) e la Piaggio; entrambe poi hanno ceduto le proprie quote qualche anno dopo.
Nel 1997 la società pisana acquista il 60% di Alatoscana, la società che gestisce l'Aeroporto di Marina di Campo. Dopo che al 31 dicembre 2006 la partecipazione nella società dello scalo elbano è arrivata al 94,36%, SAT S.p.A. cede il 66% di tale società alla Regione Toscana il 12 aprile 2007, avendo quindi solo una partecipazione minoritaria in Alatoscana S.p.A.. Il 20 ottobre 2006 SAT ha firmato la convenzione per l'affidamento quarantennale per la gestione totale dell'Aeroporto di Pisa con l'ENAC. Al 31 dicembre 2007 la partecipazione di SAT S.p.A. in Alatoscana S.p.A. risulta essere il 30,7%.
Nel 2007 venne quotata alla Borsa di Milano.
Il 1º luglio 2014 la società Corporación América Italia S.r.L. è arrivata al 53% in SAT. 
Il 7 agosto 2014 la società che gestisce aeroporto di Pisa-San Giusto ha trovato un accordo con il Pisa Calcio per la sponsorizzazione della squadra di calcio pisana per le stagioni 2014/2015 e 2015/2016.

### Le aziende collegate

#### Alatoscana
Nel 1997 la società pisana acquista il 60% di Alatoscana S.p.A., la società che gestisce l'Aeroporto di Marina di Campo. Nel Bilancio 2005 la quota di maggioranza di SAT S.p.A. nella società che gestisce lo scalo elbano si attesta al 90%.
Dopo che al 31 dicembre 2006 la partecipazione nella società che gestisce lo scalo elbano è arrivata al 94,36%, SAT S.p.A. cede il 66% di tale società alla Regione Toscana il 12 aprile 2007, avendo quindi solo una partecipazione minoritaria in Alatoscana S.p.A. Al 31 dicembre 2007 la partecipazione di SAT S.p.A. in Alatoscana S.p.A. si attesta al 30,7%.
Secondo i bilanci 2008, 2009 e 2010 la partecipazione di SAT S.p.A. in Alatoscana S.p.A. risulta essere al 29,21%.
Nel bilancio 2011 SAT S.p.A. scende addirittura all'8,18%.
Secondo il bilancio 2012 la partecipazione di SAT S.p.A. in Alatoscana S.p.A. risulta essere il 21,33%, mentre nei bilanci 2013 e 2014 la società dello scalo pisano detiene solo il 13,27% di Alatoscana S.p.A..

#### Jet Fuel Co. S.r.L.
Il 27 gennaio 2009 SAT S.p.A. ha creato Jet Fuel Co. S.r.L., società che ha il compito di gestire il carburante dello scalo aeroportuale pisano. Nel bilancio 2009 la quota partecipativa di SAT S.p.A. in questa società risulta essere il 49%, per poi risalire 51% dal 2010.

#### Immobili A.O.U. Careggi S.p.A.
L'11 maggio 2012 SAT S.p.A. e l'Azienda Ospedaliera Universitaria Careggi hanno creato la società Immobili A.O.U. Careggi S.p.A., che ha il compito di gestire le aree commerciali del Nuovo Ingresso Careggi. La quota partecipativa di SAT S.p.A. si attesta al 25% e rimane costante nei bilanci  2012, 2013 e 2014.

### La fusione tra Società Aeroporto Toscano Galileo Galilei SpA e Aeroporto di Firenze SpA
Il 16 ottobre 2014 Società Aeroporto Toscano Galileo Galilei S.p.A. e Aeroporto di Firenze S.p.A. hanno approvato le linee guida del progetto di fusione tra le due società, dopo le OPA concluse con successo da Corporación América Italia S.r.l. su SAT (luglio 2014) e AdF (giugno 2014). L'obiettivo della fusione era infatti quello di creare uno dei principali poli aeroportuali italiani.
Il 19 dicembre 2014 è stato fissato il nuovo nome della società (Toscana Aeroporti, con sede legale a Firenze) ed è stato determinato che SAT incorporerà AdF, con un aumento di capitale di SAT.
Il 10 febbraio 2015 l'assemblea straordinaria di SAT ha approvato il progetto di fusione per incorporazione di Aeroporto di Firenze in SAT e ha approvato di delegare al Consiglio di Amministrazione di SAT di aumentare il capitale sociale dopo la fusione. 
L'11 maggio 2015, Società Aeroporto Toscano Galileo Galilei S.p.A. e Aeroporto di Firenze S.p.A. hanno stipulato l'atto di fusione, valido dal quinto giorno di borsa aperta: sia AdF S.p.A. che SAT S.p.A. erano quotate alla Borsa di Milano al momento della fusione.
Il 22 maggio 2015 la Consob ha dato parere favorevole alla fusione delle due società ed il 25 maggio 2015 è arrivata anche l'iscrizione ai Registri delle Imprese di Pisa e di Firenze dell'atto di fusione per incorporazione di AdF S.p.A. in SAT S.p.A..

### La nascita di Toscana Aeroporti S.p.A.
Il 1º giugno 2015 è diventata efficace la fusione delle due società ed è nata Toscana Aeroporti. Le attività di SAT sono cessate dopo quasi trentacinque anni.
In questo giorno è stato effettuato l'aumento di capitale di SAT pari a euro 14.440.743,90 attraverso l'emissione di 8.751.966 azioni poste al servizio del concambio nel rapporto di n. 0,9987 azioni ordinarie di SAT prive di indicazione del valore nominale per ogni n. 1 azione ordinaria di AdF di nominale euro 1 attribuite agli azionisti di AdF (le azioni di AdF sono state annullate, con la conseguente revoca della quotazione sul Mercato Telematico Azionario). Il conseguente nuovo capitale sociale ammonta a euro 30.709.743,90, suddiviso in 18.611.966 azioni ordinarie prive di indicazione del valore nominale. La nuova società che gestisce i due principali aeroporti toscani è quotata sul Mercato Telematico Azionario di Borsa Italiana.